# Paoča
Paoča är en ort i Bosnien och Hercegovina.   Den ligger i entiteten Federationen Bosnien och Hercegovina, i den södra delen av landet, 80 km sydväst om huvudstaden Sarajevo. Paoča ligger 274 meter över havet och antalet invånare är 449.
Terrängen runt Paoča är kuperad österut, men västerut är den platt. Runt Paoča är det ganska tätbefolkat, med 93 invånare per kvadratkilometer.. Närmaste större samhälle är Mostar, 13,6 km norr om Paoča. 
Trakten runt Paoča består i huvudsak av gräsmarker.